# Gare de Valnesfjord
La gare de Valnesfjord est une gare ferroviaire norvégienne de la ligne du Nordland située dans la commune de Fauske dans le Comté de Nordland.

## Situation ferroviaire
Établie à 11 mètres d'altitude, la gare de Valnesfjord est située au PK 685,61 km de la ligne du Nordland.

## Histoire
La halte est mise en service en 2001 lorsque le trafic local entre Bodø et Rognan est ouvert. 

## Service des voyageurs

### Accueil
La halte a un petit parking de 10 places. Il y a une aubette sur le quai.

### Desserte
Valnesfjord est desservie par des trains  locaux en direction de Bodø, Rognan et Mosjøen. Un train par jour en direction de Trondheim s'arrête à la halte. 

### Intermodalités
Un arrêt de bus se situe à proximité.